# مجمع صامويل كانيون دو الرياضي
مجمع صامويل كانيون دو الرياضي هو ملعب متعدد الاستخدام يقع في مونروفيا عاصمة ليبيريا . تم بنائه في 1986 . غالبا ما يتم استخدامه لمباريات كرة القدم . يسع الملعب لجلوس 30 ألف متفرج . يعتبر الملعب الرسمي الذي يخوض فيه منتخب ليبيريا مبارياته الدولية .